# Тарасівка (Нікопольський район)
Тара́сівка — село в Україні, у Томаківській селищній громаді Нікопольського району Дніпропетровської області. Населення — 207 мешканців.

## Географія
Село Тарасівка примикає до села Краснопіль, на відстані 1 км розташоване село Зелений Гай. По селу протікає пересихаючий струмок з загатою.

## Інтернет-посилання
- Погода в селі Тарасівка